# Capture
Capture (originalmente conhecida como Capture the Crown) é uma banda de metalcore australiana de Sydney formada no início de 2010 após a separação de outro grupo de metalcore, Atlanta Takes State. A banda ganhou destaque com seu nome original Capture the Crown quando lançaram o videoclipe de sua canção, "You Call That a Knife? This Is a Knife!" (2011) no YouTube. A banda lançou quatro singles: "You Call That a Knife, This is a Knife", "#OIMATEWTF", que contou com a participação de Denis Shaforostov (que na época era vocalista e guitarrista da banda ucraniana Make Me Famous), "Ladies & Gentlemen... I Give You Hell" e "RVG", um cover de Jason Derulo (In My Head), e lançou o seu álbum de estreia intitulado Til Death em dezembro de 2012. Em agosto de 2013, o grupo anunciou o lançamento proposto de um Extended play, Live Life, que foi lançada em 4 de fevereiro de 2014. Apenas em março de 2017 a banda postou em suas redes sociais postou uma nova música chamada "RIP CTC" com o novo nome oficial da banda, Capture.

## História
Formada no início de 2010, a banda rapidamente ganhou sucesso através de seu canal no YouTube, e primeiro lançamento "You Call That a Knife? This Is a Knife!", "chegou rapidamente cinco milhões de visualização em menos de um ano. Três dos membros (Wellfare, Menzies e Ellis) foram anteriormente de outra banda de metalcore conhecida como Atlanta Takes State. Enquanto seu videoclipe levantou-se rapidamente deles à popularidade na cena, a banda também ganhou críticas por lembrar outras bandas de electronicore como Asking Alexandria e Attack Attack!. Seu baterista Tyler (conhecido por seu apelido, Lone América, e por tocar bateria em A Late Night Serenade) é o único membro que não é da Austrália, sendo de Carlisle, na Pensilvânia, nos Estados Unidos. Os outros membros se conheceram on-line, mais tarde, pediram para se juntar a banda. Kris Sheehan se juntou em 2011, tendo iniciado em Curse at 27 com o vocalista Wellfare.

## Discografia
Álbuns de estúdio
- Til Death (2012)
- Reign Of Terror (2014)

EPs
- Live Life (2013)

## Membros
Atuais
- Jeffrey Wellfare — vocais (desde 2010)
- Alex Maggard - guitarra e vocais (desde 2017)
- Eric Van Weatherford - guitarra (desde 2017)
- Manny Dominick - bateria (desde de 2017)

Ex-membros
- Maurice Morfaw — baixo (desde 2014)
- Kris Sheehan — guitarra (desde 2010)
- Blake Ellis — baixo (2010-2013)
- Jye Menzies — guitarra (2010 - 2014)
- Tyler "Lone America" March — bateria (2011 - 2014)